# 日代
日代（にちだい、永仁2年（1294年） - 応永元年4月18日（1394年5月18日））は、鎌倉時代中期から後期にかけての日興門流の僧。駿河国河合の出身。伊予公・伊予房・伊予阿闍梨・蔵人阿闍梨と称する。日興の弟子「新六人」の筆頭。駿河国西山本門寺の開山。
日興の外甥にあたり、弟に日善、甥に日助がいる。日興示寂後、重須談所（北山本門寺）の第2世となるも退出し、大石寺藤木坊に仮寓する。後に西山に移り法華堂（西山本門寺）を建立した。

## 略歴
- 永仁2年（1294年）、生まれる[7][8][注釈 1]。
- 元弘2年/正慶元年（1332年）、日興新六人を定む。筆頭に列せられる[9][10]。
- 元弘3年/正慶2年（1333年）2月7日、日興、重須にて示寂（88歳）[11][12]。重須に石経を埋む（『日満記』）[13]。
- 元弘4年/正慶3年（1334年）1月7日、日仙と上蓮坊において問答す（仙代問答）[7][14]。
- 興国元年（1340年）8月、大輔阿闍梨日善・大進阿闍梨日助等と奏聞。
- 興国4年（1343年）、西山に法華堂（後の西山本門寺）を創す[15]。
- 興国5年（1344年）7月17日、太夫阿闍梨日尊の造佛につき三浦阿闍梨日印より問われる。8月13日、三浦阿闍梨日印に答う。
- 正平11年（1356年）5月7日、由比初犬麿「日任」を付弟と定む。
- 正平15年（1360年）6月30日、法華宗要集『法華本門宗要抄』を偽書と断ず[16]。12月13日、宗祖の真筆本尊を由比阿闍梨日任に相伝す。
- 正平21年（1366年）4月、佐渡国小関法華縁起を記す。
- 応永元年（1394年）4月18日、示寂（101歳（もしくは98歳））[17][18]。

## 仙代問答
仙代問答（せんだいもんどう）とは、元弘4年/正慶3年（1334年）正月7日、上条大石寺上蓮坊にて、法華経の方便品を読むか読まないかについて応酬された、日代（読む）と本六・上蓮房日仙（読まない）の問答。重須の地頭石川実忠の提案により、大石寺第4世日道が裁定し収拾された（『大石記』）。その勝敗については、次節以降のとおり、複数説がある。

### 日代勝利説
先ず日仙が、迹門である方便品を読むということは本迹勝劣義に反するから、読んではいけない、と言う。
それに対し日代は、宗祖日蓮の遺文を引用し、先師の「方便品を読むべし」の教えに反しているのに、読まないとなぜ言うのだ、と反駁する。
これを聞き日仙は、それでは方便品に成仏の道が示されているのか、と返す。
日代は、与・奪・破の三義に分け、浅い「与」では利益を得られるが、より深い「奪」・「破」では利益は得られない、と答える。
この答えに対し日仙は、利益が得られないのならば読んでも意味がない、と問う。
その時日代は、意味がないということは、日蓮や日興が我々に読ませて下さったのは誤りか・『大覚抄』にあるお言葉は誤りか、と責める。
これに日仙閉口した。
（日満記『方便品読不之問答記録』）

### 日仙勝利説
日仙は、方便品は迹門であるから読まない、とする。
日代は、日興以外の六老僧の主張と同じく、本門と迹門に差異はないから迹門で利益が得られるから読むべき、とした。
これに対して日仙は、迹門・方便品は一切読まないという考え方は、門流から離反した人の考え方と同じであると断じたが、当日の問答は日仙が勝った〔ママ〕。
（日叡記『日仙日代問答記録』）

### 両記録への指摘
『方便品読不之問答記録』『日仙日代問答記録』への指摘は次のとおり。
- 建武の改元は、元弘4年/正慶3年の正月29日に行われており、建武元年正月7日は存在しない日付である。即ち、「元弘4年（正慶3年）正月7日」とすべきところを、『方便品読不之問答記録』『日仙日代問答記録』ともに、「建武元年正月7日」としている[26][注釈 9]。
- 日仙が「日興示寂以後、代々の申し状に『方便品が迹門である間は読むべからず』と書かれている」と主張した、と『日仙日代問答記録』にあるが、この仙代問答は日興示寂の翌年にあった出来事である[26]。
- 『日仙日代問答記録』に日代が重須を追放されたことが書かれていることから、本記録は重須離山後の執筆である[22]。

### 後世の評価
後世の評価は、次のとおり。
- 日代は、与・奪の二釈を破釈する立場を新たに強調した。このことが、以後の富士門流教学の骨旨となるきっかけを作ったといえる[27]。
- この問答を契機として、約教本迹論[注釈 10]が約宗本迹論[注釈 11]へと移行していったと推定される。このため、日代の思想は、画期的であると言える[28]。
- 『方便品読不之問答記録』『日仙日代問答記録』の相違は甚だしく、何れにも決しがたい[29]が、当時の富士門流教学の大綱から外れるところはない[30]。

## 重須退出の理由
仙代問答の後、日代は重須を去ることとなるが、その理由は、以下のように諸説ある。
- 重須本門寺が火災で失われ、その責任を問われた（『大石記』）[31]。
- 日代は日頃から「五十六品」という教えを主張していたが、これは日興・日目の本意に背くものであり、仙代問答に負け、本迹迷乱の廉（かど）で追放された（『日仙日代問答記録』）[32][33][34][25][19]。
- 重須の地頭石川実忠が同族出身の日妙に住職を任せたいと思った[35]。
- 重須の地頭石川実忠が日代・日妙のうち日妙に帰依し、重須を日妙に譲ろうと考えた[36]。
- かねてより重須の地頭石川実忠の間に不和を生じており、仙代問答が契機となった[17] 。
- かねてより日妙との間に不和を生じており、仙代問答が契機となった[17] [36]。